# Sainte-Suzanne (Doubs)
Sainte-Suzanne ist eine französische Gemeinde mit 1.461 Einwohnern (Stand: 1. Januar 2022) im Département Doubs in der Region Bourgogne-Franche-Comté.

## Geographie
Sainte-Suzanne liegt auf 318 m, etwa zwei Kilometer westlich der Stadt Montbéliard (Luftlinie). Das Dorf erstreckt sich am Westrand des Beckens von Montbéliard im Tal des Allan nördlich des Doubstals, am Nordrand der äußersten Höhenzüge des Juras.
Die Fläche des 1,59 km² großen Gemeindegebiets umfasst einen Abschnitt des Allantals. Die östliche Grenze verläuft entlang dem Allan, der hier einen scharfen Bogen zeichnet und seine Fließrichtung von Westen nach Süden ändert. In der flachen Talniederung, die eine Breite von ungefähr einem Kilometer aufweist, befinden sich die Wasserstraße des Rhein-Rhône-Kanals und ein Industriekanal. Vom Flusslauf erstreckt sich das Gemeindeareal westwärts über die Talaue und einen steilen 50 bis 80 m hohen Hang bis auf die angrenzende Hochfläche des Bois Georges, auf der mit 405 m die höchste Erhebung von Sainte-Suzanne erreicht wird.
Nachbargemeinden von Sainte-Suzanne sind Montbéliard im Norden, Courcelles-lès-Montbéliard im Osten, Bart im Süden sowie Dung und Allondans im Westen.

## Geschichte
Überreste von Vasen, Schmuckstücken sowie Münzfunde weisen auf eine Besiedlung des Gebietes von Sainte-Suzanne in der gallorömischen Zeit hin. Der Ursprung des Ortes geht in die Karolingerzeit zurück, als ein Mönch aus der Abtei von Luxeuil hier bei einer Höhle die Kapelle Sainte-Suzanne gründete. Daneben entwickelte sich mit der Zeit die gleichnamige Ortschaft. Seit dem Mittelalter gehörte Sainte-Suzanne zur Grafschaft Montbéliard. Mit der Besetzung dieser Grafschaft gelangte das Dorf 1793 endgültig in französische Hand. 
Schon Mitte des 18. Jahrhunderts entwickelte sich Sainte-Suzanne zu einem Standort von Industrie und Gewerbe. Die Industrialisierung begann mit der Gründung von einer Baumwoll- und Indiennemanufaktur. Einen weiteren Aufschwung erlebte das Dorf im 19. Jahrhundert, als 1839 die Spieldosenfabrik von Auguste l’Épée ihren Betrieb aufnahm. Sie war die einzige ihrer Art in Frankreich und exportierte Spieldosen in die ganze Welt bis zu ihrer Schließung im Jahr 1996. 1852 gründete Édouard Sahler eine moderne Spinnerei, und 1880 kam eine Weberei hinzu. Die Spinnerei wurde 1895 von Edmond Courant übernommen und arbeitete bis 1955 unter dem Namen Courant-Sahler & Cie. weiter. Kurz nach 1902 wurde eine Gießerei gegründet, die noch heute in Betrieb ist. Heute gehört Sainte-Suzanne zum Gemeindeverband Pays de Montbéliard Agglomération.

## Sehenswürdigkeiten

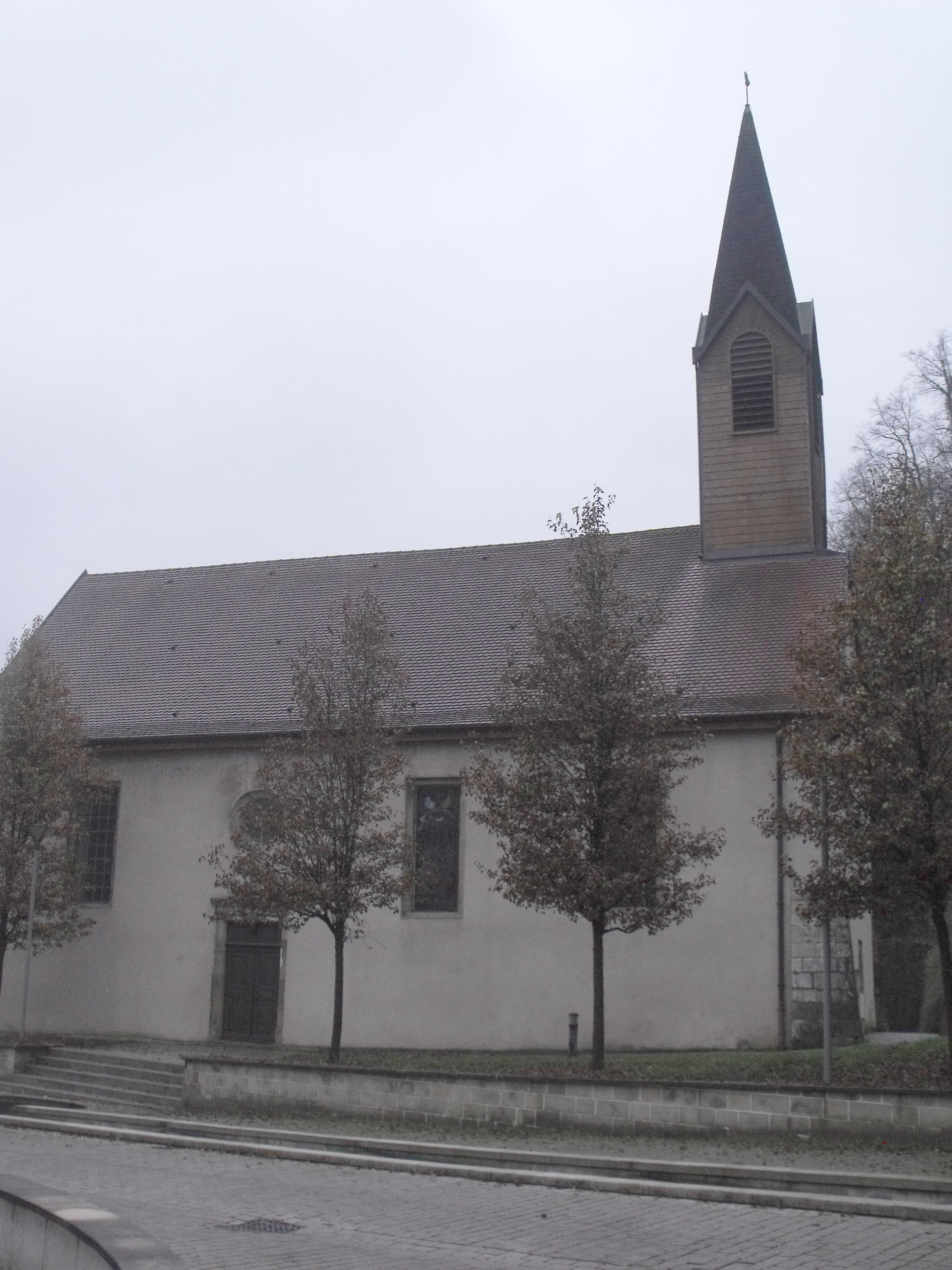
Lutherische Kirche

Die lutherische Kirche von Sainte-Suzanne (le Temple) steht an der Stelle der karolingischen Kapelle mit dem Patrozinium Sainte-Suzanne und wurde von 1745 bis 1747 erbaut. Sie ist eine der zwanzig Kirchen, die im Auftrag Herzog Carl Eugens in seiner langen Herrschaft neu erbaut oder erneuert wurden. Sie besitzt eine reiche, teils aus dem Vorgängerbau übernommene Ausstattung aus dem 17. und 18. Jahrhundert. 
Zu den Natursehenswürdigkeiten zählen die Höhle unterhalb einer steilen Felswand und die dazugehörende Quelle (als Brunnen gefasst).

## Bevölkerung
| Jahr                       | 1962 | 1968 | 1975 | 1982 | 1990 | 1999 | 2008 | 2016 |
| -------------------------- | ---- | ---- | ---- | ---- | ---- | ---- | ---- | ---- |
| Einwohner                  | 1508 | 1429 | 1448 | 1296 | 1246 | 1349 | 1444 | 1533 |
| Quellen: Cassini und INSEE |      |      |      |      |      |      |      |      |

Mit 1461 Einwohnern (Stand 1. Januar 2022) gehört Sainte-Suzanne zu den kleineren Gemeinden des Départements Doubs. Nachdem seit Beginn des 20. Jahrhunderts eine langsame aber kontinuierliche Bevölkerungszunahme verzeichnet wurde (1901 wurden 940 Personen gezählt), wurde der bisherige Höchststand mit etwas mehr als 1500 Einwohnern bereits zu Beginn der 1960er Jahre erreicht. Danach folgte ein Rückgang der Einwohnerzahl um rund 17 % bis 1990. Seither ist wieder eine steigende Tendenz zu beobachten. Heute ist das Siedlungsgebiet von Sainte-Suzanne mit denjenigen von Montbéliard, Courcelles-lès-Montbéliard und Bart zusammengewachsen.

## Wirtschaft und Infrastruktur
Sainte-Suzanne war schon seit dem frühen 18. Jahrhundert eine durch Industrie und Gewerbe geprägte Gemeinde. Heute gehören die Stahlgießerei F.W.F. der Gruppe Aciéries et Fonderies de l’Est und die SA Grandjean, die sich auf die Mikromechanik, den Kesselbau und die Blechverarbeitung spezialisiert hat, zu den wichtigsten Arbeitgebern in Sainte-Suzanne. Daneben gibt es zahlreiche Geschäfte des Einzelhandels. Mittlerweile hat sich das Dorf auch zu einer Wohngemeinde gewandelt. Viele Erwerbstätige sind deshalb Wegpendler, die in der Agglomeration Montbéliard ihrer Arbeit nachgehen.
Die Ortschaft ist verkehrstechnisch gut erschlossen. Sie liegt an der Hauptstraße N463, die von Montbéliard nach L’Isle-sur-le-Doubs und weiter nach Besançon führt. Der nächste Anschluss an die Autobahn A36 befindet sich in einer Entfernung von ungefähr sechs Kilometern. Weitere Straßenverbindungen bestehen mit Dung, Allondans und Courcelles-lès-Montbéliard.